# Lektón
El lektón o lekton es "el significado de un signo, revelado por el sonido y retenido por el pensamiento".
Procede de la teoría semiótica estoica que entiende que un mensaje tiene tres elementos conectados entre sí:
1. El significante (el signo).
2. el significado (el lektón) revelado por el sonido.
3. El objeto referido, de existencia real.